# Ahmad Y. al-Hassan
Ahmad Y. al-Hassan (25 de Junho de 1925 - 28 de abril de 2012) é um cavaleiro da Legião de Honra e um historiador de ciência e tecnologia islâmica e árabe. Foi educado em Jerusalém, Cairo e Londres com doutoramento em engenharia mecânica pela Universidade de Londres. Foi o último presidente da Universidade de Alepo onde fundou o Instituto para a História e Ciência Árabe (IHAS) e foi seu primeiro diretor. Ele também foi o ministro do Petróleo, Eletricidade e Recursos Minerais da Síria.